# I nani
I nani è un singolo del cantautore italiano Richard Benson, pubblicato il 13 aprile 2015 come primo estratto dal secondo album in studio L'inferno dei vivi.

## Descrizione
Seconda traccia dell'album, il testo de I nani richiama, secondo Benson, «un sogno ricorrente che a poco a poco ha assunto i contorni allucinanti dell'incubo».
Reso disponibile per l'ascolto a partire dal 16 aprile 2015, il singolo è stato successivamente remixato da Belzebass e ripubblicato il 10 giugno dello stesso anno.

## Tracce
Download digitale
1. I nani – 3:51

Download digitale – remix
1. I nani (Remixed by Belzebass) – 6:26